# فوتونیک زیستی
فوتونیک زیستی عبارت است از تولید، انتشار، انتقال، مدولاسیون، پردازش سیگنال، تغییر (سوئیچینگ)، تشدید و تشخیص/آشکارسازی نور با استفاده از مواد ارگانیک نوری.
مباحث مرتبط با فوتونیک زیستی شامل لیزر رنگ‌دانه‌ای زیستی مایع و لیزر رنگ‌دانه‌ای زیستی حالت جامد است. مصالحی که در لیزر رنگ‌دانه‌ای حالت جامد مورد استفاده قرار می‌گیرند عبارتند از:
- لیزر رنگدانه‌ای ناخالصی دار PMMA[۱]
- لیزر رنگدانه‌ای ناخالصی دار اورموزیل[۲]
- لیزر رنگدانه‌ای ناخالصی دار شبکهٔ بسپار-نانوذره‌ای[۳]

نانوذرات زیستی-غیرزیستی، ترکیب‌های (کامپوزیت‌های) نانویی اند که برای لیزر رنگدانه‌ای حالت جامد تولید شده‌اند و همچنین می‌توانند در حسگرهای بیو، تحلیل‌های زیستی و کاربردهای فوتونیکی غیرخطی زیستی بکار برده شوند.
دستهٔ دیگر از مواد زیستی که در تولید نور لیزر کاربرد دارد، نیم رساناهای زیستی است. پلیمرهای مزدوج به فراوانی به عنوان نیم رساناهای زیستی نوری مورد استفاده قرار می‌گیرند.